# Sula granti
El piquero de Nazca o alcatraz de Nazca (Sula granti) es un ave marina que forma colonias en las islas en las cuales habita. Posee iris amarillo, pico naranja rosáceo, piel facial negruzca a manera de máscara y patas de color gris. Los adultos presentan un plumaje blanco con las cobijas mayores del ala y de la cola negras. Presentan dimorfismo sexual, la hembra es de mayor tamaño y peso que el macho además presentan diferencias en la coloración del pico pero son casi imperceptibles. Se caracterizan porque la hembra emite graznidos y el macho silbidos. Los polluelos son nidícolas con estadios posteriores de coloración nieva con plumón. Estadio juvenil, cuando inician sus primeros intentos de vuelo, presentan plumaje grisáceo, al igual que las alas y el pico. Anida en áreas cercanas a acantilados en terrenos con vegetación poco densa, pues anidan directamente en el suelo. Son de hábitos pelágicos fuera de las islas donde anidan. Su nombre común hace referencia a la Placa de Nazca y fue asignado como tal debido a que su distribución actual y su historia evolutiva podrían estar asociadas a esta placa tectónica.

## Filogenia
Anteriormente se encontraban dentro del orden Pelecaniformes sin embargo recientemente se los ha ubicado en el orden Suliformes en la familia Sulidae con 8 géneros y 55 especies. Su similitud con los piqueros enmascarados (Sula dactylatra) hicieron que fueran considerados como una misma especie sin embargo estudios de diferenciación con citocromo-b demuestran la existencia de tres especies diferentes: Piqueros de Nazca, Piqueros enmascarados del Pacífico central y oriental y Piqueros enmascarados del Caribe y Atlántico. Estos grupos probablemente divergieron en un periodo muy corto, 400.000-500.000 años atrás.

## Distribución
Se encuentra en el Pacífico oriental desde las islas de Baja California en México hasta las islas Lobos de Afuera en Perú, además de las islas Galápagos en Ecuador, la isla de Malpelo en Colombia y en la isla Clipperton. También cuenta con dos registros en el norte de Chile.

## Alimentación
Se alimentan zambulléndose en picada, principalmente de sardinas pero también se ha encontrado que se alimentan de peces voladores, especialmente en la época del Niño así como también de anchovetas y calamares. Debido al dimorfismo sexual las hembras tienden a alimentarse de presas de mayor tamaño y a zambullirse a mayores profundidades

## Reproducción
Estas aves son consideradas longevas con una baja producción reproductiva anual y un periodo prolongado de desarrollo de la descendencia. Se caracteriza por establecer sus colonias en áreas cercanas o en acantilados, donde el macho selecciona un territorio para cortejar a la hembra, reproducirse, posteriormente establecer sus nidos y cuidar a sus polluelos.
Cuando la hembra esta lista para poner sus huevos viene el periodo de incubación. La incubación es considerada como el acto parental de regular los factores que influyen en el desarrollo embrionario durante la incubación, tal como la temperatura. Otras especies de aves poseen parches de incubación lo cual les permite trasmitir su calor hacia sus huevos; sin embargo los Pelecaniformes, que incluye a los piqueros, no lo poseen. En el caso de Sula granti  son capaces de transferir su calor mediante la membrana entre los dedos de las patas, las cuales se encuentran altamente vascularizadas sobre todo en el periodo de incubación, independientemente del calor que puedan transferir desde el abdomen. Tanto el macho como la hembra se encargan del cuidado, por lo que se denomina cuidado biparental. La nidada en esta especie es de uno a dos huevos, dado por el bajo éxito de eclosión. Sin embargo cuando ponen dos y ambos eclosionan, usualmente solo uno de los polluelos sobrevive. Normalmente el polluelo que nace primero posee una mayor masa corporal y debido a controles hormonales adquiere un comportamiento agresivo. Por esta razón un polluelo tiene más ventaja sobre el otro. El segundo es desplazado del nido, no es empollado ni alimentando por lo que muere. La inversión energética por parte de los padres es alta por lo cual se producen cambios en sus tasas metabólicas lo que a su vez produce que ambos pierdan cantidades similares de masa corporal y exista una disminución en el mantenimiento de su sistema inmunológico.
Cuando el periodo de anidación no se da los padres no muestran tal gasto energético, pero esto normalmente ocurre cuando las condiciones no son las ideales para la crianza y en ocasiones hasta suele ser crucial para la sobrevivencia de los padres. Uno de los factores que más afecta a la reproducción de Sula granti es el movimiento de corrientes marinas que causan cambios climáticos, meteorológicos como el fenómeno del Niño. El Niño es el causante de una menor disponibilidad de alimento para las aves marinas por lo que en ocasiones están tienden a cambiar su dieta, finalizar la crianza o se dispersan hacia el sur o norte.

## Conservación
Tanto en La Lista Roja de Especies Amenazadas de la UICN como en BirdLife Internacional, Sula granti es considerada de preocupación menor (LC). A pesar de que la tendencia de la población parece estar disminuyendo, este proceso no es lo suficientemente rápido para entrar en los umbrales de vulnerabilidad, sin embargo uno de los factores que influencian al decrecimiento de las poblaciones y de gran importancia es la sobrepesca y alta contaminación recientemente reportada. Como ya se mencionó la fuente de alimento de esta especie proviene del mar y actualmente las poblaciones de estos peces decrecen el océano Pacífico.